# Кошмар на улице Вязов 5: Дитя сна
«Кошмар на улице Вязов 5: Дитя сна» (англ. A Nightmare on Elm Street 5: The Dream Child, в титрах фильма — англ. A Nightmare On Elm Street: The Dream Child) — американский готический слэшер 1989 года режиссёра Стивена Хопкинса, снятый по сценарию Лесли Боэма. Пятый фильм киносериала «Кошмар на улице Вязов» о маньяке Фредди Крюгере. Главные роли исполнили Роберт Инглунд, Лиза Уилкокс, Келли Джо Минтер и Уит Хертфорд.
Картина рассказывает о выжившей героине предыдущего фильма Элис Джордан и её не родившемся ребёнке, которого пытается контролировать Фредди, чтобы погубить друзей девушки. Более мрачный, чем предшественники, фильм снят с использованием техники «синего света» в большинстве сцен. Премьера картины состоялась 11 августа 1989 года — пятая часть серии стала один из последних слешеров 1980-х. Кассовые сборы в США превысили $22,1 миллиона при бюджете в $8 миллионов — более скромный результат, чем у «Воинов сна» и «Повелителя сна». Кроме того, картина, в основном, получила негативные отзывы критики.

## Сюжет
Спустя год после действий предыдущего фильма, Элис Джонсон и Ден Джордан продолжают встречаться и всё у них проходит хорошо. Но Элис продолжают посещать странные кошмары: однажды ей снится, будто она — медсестра по имени Аманда Крюгер, которую по ошибке заперли в отделении психиатрической больницы, в котором содержались самые опасные маньяки и убийцы.
Настал день окончания школы. Элис и Ден планируют отправиться в путешествие по Европе. Элис счастлива новой жизни, как и её друзья: Грета, начинающая супермодель, Ивонн, медсестра в больнице, и Марк, художник комиксов.
Элис идёт к себе на работу, но неожиданно выходит к развалинам старинной больницы, где она видит, как кричащую беременную монахиню везут на операционный стол. Женщина рожает и её ребёнок, вырвавшись из рук врача, убегает. Элис оказывается в той церкви, в которой победила Фредди год назад, там же находится тот ребёнок, который превращается во Фредди Крюгера.
Элис звонит Дену и тот отправляется к ней, но засыпает и попадает в аварию. Элис прибегает на место аварии. Ден погиб и Элис понимает, что это дело рук Крюгера. В больнице ей сообщают, что она беременна от мистера Джордана. К ней в палату приходит мальчик Джейкоб. В это время Крюгер начинает убивать друзей Элис. Первым становится Грета, которую Фредди закармливает до смерти.
Затем Фредди атакует Марка, но Элис успевает переместиться в этот сон и спасти его. Затем Элис узнает, что ребёнок внутри матери большее количество времени проводит во сне и Фредди через него пытается выбраться в этот мир. Также Элис понимает, что Джейкоб — её сын. Пока она ищет тело Аманды, Фредди нападает на Ивон, которую Элис также успевает спасти. В это время, засыпая, Марк оказывается в одном из своих комиксов и гибнет в бою с Фредди.
Элис отправляет Ивон в заброшенный сумасшедший дом, где умерла Аманда. А Элис сражается с Фредди и почти погибает. В это время освобождённая Ивонн Аманда появляется во сне Элис и помогает Джейкобу победить Фредди.

## В ролях
| Актёр            | Роль                      |
| ---------------- | ------------------------- |
| Роберт Инглунд   | Фредди Крюгер             |
| Лиза Уилкокс     | Элис Джонсон              |
| Уит Хертфорд     | Джейкоб Джонсон           |
| Келли Джо Минтер | Ивон Миллер               |
| Денни Хассел     | Ден Джордан               |
| Джо Сили         | Марк Грей                 |
| Эрика Андерсон   | Гретта Гибсон             |
| Ник Мил          | мистер Джонсон            |
| Беатрис Боппл    | Аманда Крюгер мать Фредди |
| Бёр Дэ Беннинг   | мистер Джордан            |
| Велори Армстронг | миссис Джордан            |
| Уилл Иган        | водитель грузовика        |
| Майк Смит        | Супер-Фредди              |
| Уолли Джордж     | в роли самого себя        |

## Производство

### Сценарий
Четвёртый фильм «Повелитель сновидений» вышел в 1988 и стал самым кассовым во франшизе, и одним из самых успешных по итогам года. К тому времени на телевизионные экраны вышел сериал «Кошмары Фредди», а сопроводительная продукция с Фредди Крюгером пользовалась невероятным успехом, франшиза была на пике своей популярности — студия в спешке приступила к работе над следующей частью франшизы. К тому времени сформировался жанр «сплаттерпанк», и многие молодые авторы ужасов хотели попробовать себя в работе над новым фильмом о Фредди. Был среди них и Дэвид Шоу, которому Майкл Де Лука предложил написать сценарий — он начал работу над текстом фильма под названием «Правила Фредди» (англ. Freddy Rules). В его концепции сон был реальным местом под названием «яма комы», которого Фредди боялся, так как был там беспомощен. Однако Шоу вскоре заменили на Джона Скиппа и Крэйга Спектора, прославившихся своим романом «Свет в конце» о вампире-панке из нью-йоркского метро — Де Лука был поклонником книги. Их сюжет был слишком «кубриковским», и боссы студии наняли Лесли Боэма. Его концепция и стала основой — он уже предлагал историю с одержимостью и беременностью, когда началась работа над «Воинами сновидений», но продюсер Сара Ришер была беременна в тот момент, и сценарий сильно встревожил её — тогда по задумке Фредди вырывался из живота своей матери с помощью перчатки с лезвиями, Боэм даже сделал простую раскадровку сцены. Через какое-то время Ришер вернулась к задумке, осознав, что многие поклонники серии выросли и готовятся стать родителями — эта тема стала более актуальной. Ришер зацепилась за эту идею, считая её также логичным развитием персонажа Элис.
Производство картины началось в конце 1988 года — фактически на тот момент, у группы не было готового сценария, а лишь отдельные сюжетные линии и сцены, которые нужно было объединить в историю. Как и в случае с «Повелителем сном», сценарий «Дитя сна» дописывался прямо во время съёмок, а от первоначальной версии Джона Скипа и Крэйга Спектора практически ничего не осталось в готовом фильме. Инглунд был очень удивлён, когда ему сообщили, что студия начала работу над следующим фильмом так скоро. В какой-то момент потребовалось вмешательство представителей Гильдии сценаристов США для того, чтобы решить, чьё имя указывать в титрах картины. Актёр Джо Сили сказал, что в какой-то момент перестал учить сценарий, потому что его строчки в диалогах постоянно менялись, а когда пришло время снимать финал истории — он всё ещё не был написан. В итоге конечный сценарий из разных текстов собирали сам Хопкинс и Майкл Де Лука — в центре сюжета неизменно была беременная Элис.
Одна из сюжетных линий в сценарии Боэма, от которой в итоге отказались — школьный спектакль о Медее, в котором участвовала Элис и её друзья. В первоначальной версии сценария героиню Греты звали Джинджер — она также была моделью, но страдала из-за булимии под давлением своего властного менеджера Бадди — перед своей смертью от рук Фредди Джинджер видит кошмар, в котором превращаются в огромную свинью. Кроме того, в первом варианте сценария Джона Скиппа показывали не только рождение Фредди — психика Крюгера была травмирована в тяжёлом детстве жестокими монахинями, которые культивировали в нём чувство стыда и ненависти к себе из-за обстоятельств его рождения.

### Кастинг
Роберт Инглунд вновь исполнил титульную роль Фредди Крюгера. Актриса Лиза Уилкокс о возвращении к роли Элис Джонсон в «Дитя сна»: «Я узнала о сиквеле на вечеринке в честь окончания съёмок „Повелителя снов“. Продюсеры подошли ко мне и сказали, что уже работают над сценарием пятого фильма. Они спросили, хочу ли я сыграть Элис ещё раз. Конечно! В этом сценарии было больше сцен, где мне нужно было играть, работать над образом. У меня больше диалогов, больше составляющей реального мира, и моего персонажа в нём. В этот раз я была не просто фоном для специальных эффектов. Я взаимодействовала с другими героями в реалистичных ситуациях». К своей роли вернулся и Денни Хассел — он сыграл возлюбленного Элис, Дена Джордана: «Я был невероятно счастлив, что меня позвали в фильм. Я подумал, что это огромная удача!». Ещё один актёр предыдущего фильма — Николас Мил, исполнивший роль мистера Джонсона, отца главной героини.
Келли Джо Минтер (позже она сыграет в фильме Уэса Крэйвена «Люди под лестницей») снялась в роли Ивон — лучшей подруги Элис: «Это была интересная роль — потому что она не всегда согласна со своими друзьями, и говорит об этом слишком прямолинейно». Модель и актриса Эрика Андерсона воплотила на экране образ привлекательной школьницы Греты — по её словам, Хопкинс сказал ей однажды, что выбрал её на роль, так как она «не побоялась стать по-настоящему уродливой» для фильма. Джо Сили сыграл Марка Грея, влюблённого в Грету — режиссёр Стивен Хопкинс послужил прототипом персонажа, любителя комиксов; кроме того, Хопкинс неплохо рисует — он создал множество раскадровок для фильма. Сам актёр хотел сделать своего персонажа готом.
Уит Хертфорд воплотил в жизнь образ Джейкоба — сына Элис и Дена. Беатрис Биппл сыграла роль Аманды Крюгер — персонаж появляется в франшизе во второй (после «Воинов сна») и последний раз. Майкл Бэйли Смит сыграл Супер-Фредди, а также был двойником Денни Хассел в эротической сцене из титров фильма.

### Съёмки и спецэффекты
Руководство студии «New Line Cinema» думало предложить режиссёрское кресло и написание сценария Стивену Кингу, однако предложения писателю не последовало, так как Кинг заявил, что больше никогда не будет снимать фильмы после провала его дебютного фильма «Максимальное ускорение». Руководство студии также рассматривало и кандидатуру автора комиксов Френка Миллера. В итоге режиссёром стал Стивен Хопкинс — студия направила ему три различных сценария, а режиссёр — прошедший школу художников-постановщиков — предложил свою концепцию визуальной составляющей картины. Так Хопкинс хотел, чтобы в фильме присутствовало много готических образов, поэтому в кадре появляются высокие башни и коридоры, похожие на подземелья. Хопкинсу дали 4 недели на съёмки и 4 на монтаж картины. Как он вспоминает, съёмочный процесс проходил сумбурно, в постоянной спешке.
Дэвид Миллер вновь поработал над гримом Фредди Крюгера — ему не нравился грим персонажа во втором, третьем и четвёртом фильмах — «он был нелепым и совсем нестрашным»; однако Миллер признавал, что персонажа получил славу именно в этом облике, и что у него было не так много «пространства для манёвров», поэтому он создал нечто среднее между первым фильмом и тем, как выглядел Крюгер в четвёртой части. В этот раз боссы студия поставили перед ним задачу максимально упростить процесс нанесения и снятия грима Крюгера, но на нанесение грима на Инглунда уходило 4 часа и ещё 2 часа нужно было для того, чтобы его снять.
Продюсер франшизы и бывший глава студии «New Line Cinema» Боб Шей вновь исполнил роль-камео — он сыграл одного из сумасшедших преступников, запертых в башне Уэстен-Хиллс; в этом же эпизоде снялся художник постеров Мэттью Джозеф Пик также сыграл одного из психически больных преступников в пятой картине. В сцене появился и Роберт Инглунд без грима — в кинотеатральной версии актёр даже дважды упоминается в титрах, второй раз в роли «Папы Фредди». Инглунд отмечает, что сцена была очень атмосферной — статисты «слонялись тут и там», было очень контролировать процесс, сравнивая впечатления от съёмок с фильмам Роджера Кормана и «Полётом над гнездом кукушки». Лиза Уилкокс — она в эпизоде изобразила Аманду Крюгер, на которую нападают заключённые — вспоминает, что в какой-то момент ей стало очень страшно быть тогда единственной женщиной на площадке.
За создание аниматронной куклы «малыша Фредди» отвечал Дэвид Миллер — Стивен Хопкинс сравнивает рождение Крюгера с появление Чужого в первом фильме космического ужастика, актёр Джо Сили вспоминает, что любил играть с куклой в перерывах между дублями.
Дэн Джордан перед своей смертью управляет мотоциклом Yamaha V-Max 1200.
В сцене, когда Фредди пытается убить Ивон, актриса Келли Джо Минтер страдала от пищевого отравления.
Финал картины, который попал в окончательный монтаж, был написан в последнюю минуту — Миллера привлекли к работе ещё раз, подписав с ним новый контракт, по которому он должен был создать аниматронные лица трёх погибших персонажей (Дена, Греты и Марка) размером с футбольный мяч. Роберт Инглунд на съёмках выполняет множество трюков сам (хотя у него есть дублёр), но самый сложный из них во всей серии «Кошмаров» был в пятой части — несколько часов актёру пришлось висеть вверх ногами.

### Локации
Как и в случае с предыдущими фильмами, основные натурные съёмки пятой картины также проходили в Лос-Анджелесе. Обветшалая версия особняка № 1428 была построена на съёмочной площадке. Кафе «Крэйв Инн» вновь снимали в Калвер-Сити, но уже в другом месте — на главной улице, где также произошла авария, в которой погиб Дэн Джордан. Сцена в больничном парке, где состоялся разговор Элис и Ивон снимали в «Госпитале ветеранов» в Калифорнийском университете Лос-Анджелеса — там же снимали ступеньки, по которым поднимается Ивон перед тем, как отправиться на поиски Аманды, а фасад склада, на котором умер Марк — реально здание с вывеской «Edmund A. Gray Co.». Фасад Старшей школы Венеции стал Спрингвудской старшей школой в сцене, когда Ден произносит выпускную речь.

### Монтаж и удалённые сцены
В интервью 1990 года журналу «Fangoria» во время продвижения фильма «Хищник 2» режиссёр Стивен Хопкинс выразил разочарование финальной версией фильма: «Меня невероятно поджимали сроки при работе над картиной без вразумительного бюджета — когда я завершил съёмки, студия „New Line Cinema“ и MPAA просто порезали картину на куски. То, что началось с неплохой задумки превратилось в сплошное недоразумение. Я не могу пересматривать этот фильм».
Все сцены смертей персонажей в фильме были урезаны для того, чтобы получить более мягкий рейтинг: в сцене смерти Дена на мотоцикле были вырезаны крупные планы обезображенного лица и тела юноши; кабели проникают под кожу на руках и ногах Дена, куски плоти отлетают от его тела, пока парень кричит от боли; а смерть Марка должна была быть более кровавой и заканчивалась обезглавливанием юноши.
Изначально в сцене ужина Фредди кормил Грету с помощью своей перчатки её же внутренними органами. Режиссёр Стивен Хопкинс вспоминает: «Мы просто урезали, урезали и урезали эти сцену, отправляя и получая её от MPAA — наверное, это было раз 20! Видно, они посчитали смерть Греты слишком жестокой. В конце концов, Фредди скармливает девушке саму себя. По-моему, глупо принимать это всерьёз. Мне кажется, если бы у нас было больше времени на постпродакшн, мы бы смогли отстоять эту сцену». Эрика Андерсон, сыгравшая Грету, также добавляет: «Я знаю, что сцена была длиннее и жёстче. В конце её сильно сократили. Не думаю, что финальная версия была хороша — она потеряла важный смысл для истории персонажа».
Сцены, которые в законченном фильме продолжаются всего лишь несколько секунд в сценарии занимали несколько минут — большинство из них пришлось на эпизод вручения школьных дипломов: была укорочена выпускная речь Дена; вырезан разговор между Гретой и её матерью; обсуждение планов на будущее. Кроме того, несколько хронологических ошибок допущено при монтаже: перед совместной фотографией на церемонию приходит отец Элис и дарит дочери видеокамеру — сам фрагмент вырезан, хотя во время диалога в финальной версии фильма в руках девушка держит камеру; в это же сцене Элис держит в руках билеты в Париж до того, как Ден подарил их ей. Из финальной версии была удалена реплика персонажа, которого играет Роберт Инглунд — когда Элис просыпается от своего кошмара в начале фильма, рядом с ней лежит мужчина, который произносит фразу: «Безопасного секса не существует!».
Полная версия фильма была выпущена в США на VHS (как и в России — в издании от «Союз-Видео») и лазерных дисках, однако на DVD и Blu-Ray выпускалась лишь кинопрокатная версия. Часть удалённых сцен показана в документальном фильм «Больше никогда не спи: Наследие улицы Вязов» — общая продолжительность вырезанных сцен составила порядка 2 минут. Различная судьба постигла фильм в мировом прокате — в Австралии в кинотеатрах выходила «смягчённая версия», но она была восстановлена для издания на видео-кассетах. Правда в прокате Австралийская аттестационная комиссия присвоила фильму рейтинг «15+», а не «18+». В шведском прокате из фильма вырезали 4 минуты; хотя в кинопрокат Великобритании выходила полная версия фильма, для релиза на DVD вырезано около 15 секунд

## Саундтрек

### Официальный альбом
Альбом с 10-ю треками в жанрах хеви-метал, хард-рок и хип-хоп от лейбла «Jive Records» поступил в продажу на CD в августе 1989 года.
Список композиций
| №   | Название                                | Исполнитель      | Длительность |
| --- | --------------------------------------- | ---------------- | ------------ |
| 1.  | «Bring Your Daughter… To The Slaughter» | Bruce Dickinson  | 5:03         |
| 2.  | «Heaven In The Back Seat»               | Romeo's Daughter | 3:58         |
| 3.  | «Savage»                                | W.A.S.P.         | 3:28         |
| 4.  | «Can't Take The Hurt»                   | Mammoth          | 4:21         |
| 5.  | «What Do You Know About Rock 'Т' Roll»  | Slave Raider     | 3:34         |
| 6.  | «Any Way I Gotta Swing It»              | Whodini          | 4:30         |
| 7.  | «Now I Lay Me Down»                     | Samantha Fox     | 4:17         |
| 8.  | «Let's Go»                              | Kool Moe Dee     | 5:25         |
| 9.  | «Word Up Doc!»                          | Doctor Ice       | 3:24         |
| 10. | «Livin' In The Jungle»                  | Schoolly D       | 3:36         |

Песню «Bring Your Daughter… To The Slaughter» записал для саундтрека фронтмен группы «Iron Maiden» Брюс Дикинсон. Композиция очень понравилась бас-гитаристу, основателю и автору большинства песен Стиву Харрису, поэтому группа записала свою — вторую по счёту — версию для альбома «No Prayer for the Dying», ставшую единственным хитом № 1 группы в родной Великобритании в декабре 1990 года. Ещё одну песню — «Anyway I Gotta Swing It» — и музыкальный клип на неё записала рэп-группа «Whodini» из Бруклина. В клипе использованы кадры из фильма, а съёмки музыкантов проходили перед крыльцом заброшенной версии дома № 1428 на улице Вязов в студийном павильоне. Обе композиции были выпущены синглами на виниле и компакт-дисках.
Смех, который зрители слышат перед финальными титрами, принадлежит актёру Винсенту Прайсу, и взят из песни Майкла Джексона «Thriller»: семпл использован в песне-саундтреке «Let-s Go» из репертуара Kool Moe Dee.

### Музыка Джея Фергюсона
| Оценки критиков | Оценки критиков |
| Источник        | Оценка          |
| --------------- | --------------- |
| AllMusic        | [ 22 ]          |

Музыку к фильму написал композитор Джей Фергюсон — официальный альбом лейбла «Varèse Sarabande» поступил в продажу 1 июня 1990 года. 12 октября 1993 года лейбл издал лучшие композиции из саундтреков к первым 6-ти фильмам на CD-альбоме «Freddy’s Favorites: Best Of A Nightmare On Elm Street». В 2015 году лейбл перевыпустил альбом в составе бокс-сета из 8-ми дисков с музыкой ко всем частям франшизы за исключением ремейка. Лейбл «Death Waltz Recording Company» также выпустил коллекцию «A Nightmare On Elm Street: Box Of Souls» на виниле в 2017 году.
Список композиций
| №   | Название                            | Длительность |
| --- | ----------------------------------- | ------------ |
| 1.  | «Prologe: Elm Street Kids»          | 0:46         |
| 2.  | «Main Title»                        | 3:22         |
| 3.  | «It's A Boy»                        | 1:00         |
| 4.  | «Freddy Delivers»                   | 1:17         |
| 5.  | «Family Plot»                       | 1:32         |
| 6.  | «Yvonne Takes The Plunge»           | 0:54         |
| 7.  | «Mr Sandman, Bring Me A Dream»      | 1:17         |
| 8.  | «Don't Dream & Drive»               | 1:44         |
| 9.  | «Like Father Like Son»              | 2:02         |
| 10. | «Mark Visits Elm Street»            | 1:43         |
| 11. | «Hell On Wheels»                    | 2:10         |
| 12. | «Another Brick In The Wall»         | 1:30         |
| 13. | «Stuffed / Choked»                  | 1:32         |
| 14. | «Shower»                            | 0:43         |
| 15. | «The Asylum»                        | 1:13         |
| 16. | «There Was A Crooked Man»           | 1:51         |
| 17. | «Freddy's Stroller»                 | 1:22         |
| 18. | «Super Freddy»                      | 1:17         |
| 19. | «Twins»                             | 1:15         |
| 20. | «Freddy Cuts (Up)»                  | 1:47         |
| 21. | «Mr. & Mrs. Jordan»                 | 1:48         |
| 22. | «Party At Club Fred»                | 1:27         |
| 23. | «Amanda's Tune»                     | 1:23         |
| 24. | «Jacob's Story»                     | 1:00         |
| 25. | «Bewitched, Bothered, & Bewildered» | 1:15         |
| 26. | «Don't Look Down»                   | 0:46         |
| 27. | «St. Elm Streets Child»             | 1:59         |
| 28. | «Toys For Tots»                     | 1:19         |
| 29. | «I've Got You Under My Skin»        | 0:54         |
| 30. | «Kicking & Screaming»               | 1:03         |
| 31. | «Womb With A V.U.»                  | 1:52         |

Ранее не издававшаяся музыка, вошедшая в коллекционный бокс-сет, включает композиции:
Список композиций
| №   | Название                                              | Длительность |
| --- | ----------------------------------------------------- | ------------ |
| 1.  | «Nightmare Theme Insert A»                            | 0:15         |
| 2.  | «Nightmare Theme Insert B»                            | 0:37         |
| 3.  | «Bed Fred Sting»                                      | 0:05         |
| 4.  | «Wake Up»                                             | 0:23         |
| 5.  | «New Line Logo / Main Title (Film Version)»           | 3:22         |
| 6.  | «Rape / Bed Fred / Freddy Sting»                      | 0:39         |
| 7.  | «Elm Street Kids»                                     | 2:07         |
| 8.  | «Delivery Room (Birth)»                               | 1:44         |
| 9.  | «Crash / You Are Pregnant»                            | 1:55         |
| 10. | «Jacob / Greta's Room»                                | 1:31         |
| 11. | «Greta's Room Reprise»                                | 1:25         |
| 12. | «Mark's World Continued / Jacob Wait / Resolute Mark» | 1:25         |
| 13. | «The Womb / Keep The Baby»                            | 1:23         |
| 14. | «Greta's Doll»                                        | 1:00         |
| 15. | «Yvonne Goes To The Asylum»                           | 2:22         |

## Релиз

### Продвижение
Для рекламы фильма был снят тизер-трейлер, в котором зрители видят зловещего вида коляску и слышат колыбельную, когда из неё неожиданно появляется рука Фредди Крюгера в перчатке. Крюгера в рекламном ролике — а точнее его руку — сыграл один из сценаристов, привлекавшихся к работе над фильмом, Дэвид Джей Шоу.
Постеры к первым пяти фильмам серии создал художник Мэттью Джозеф Пик (англ. Matthew Joseph Peak). Оригинальный постер к фильму выглядел иначе — в пузыре в когтях Фредди был нарисован младенец, но позже его заменили на коляску. Задумка Пика была в том, чтобы «поиграть» с названием картины и изобразить ребёнка как дитя Фредди — он не собирался убивать его, а наоборот защищал — но идея показалась слишком рискованной, и боссы студии отказались от неё, невероятно расстроив Пика. В Японии был придуман «мультяшный» вариант Фредди, который появился на локализированных постерах картины. Для проката в Таиланде постер создал художник Тонгди Панумс (англ. Tongdee Panumas).
В рекламной кампании картины использованы слоганы:
- «У Вас мальчик!» (англ. It's A Boy!)
- «Фредди порождает…» (англ. Freddy Delivers)
- «Зло плодится» (англ. Evil Has Spawned)
- «У Фредди родился сын» (англ. Freddy Has A Son)
- «Поздравляем! Это кошмар!» (англ. Congratulations! It's A Nightmare!)
- «Фредди стал папочкой — теперь он убивает за двоих!» (англ. Now Freddy's A Daddy — He's Killing For Two…)
- «Фредди порождает самый новый кошмар…» (англ. Freddy’s Giving Birth To A Brand New Nightmare!)

### Кассовые сборы
Премьера картины состоялась 11 августа 1989 года в 1 902 кинотеатрах США. В первые выходные фильм собрал $8,1 миллиона, уступив фильмам «Родители» ($9,7 миллиона) и «Бездне» Джеймс Камэрона ($9,3 миллиона). Во вторую неделю проката фильм опустился на 8-ю строчку, собрав $3,6 миллиона; фильм покинул топ-10, оказавшись на 11-й и 14-й строчках по итогам третьей и четвёртой недель, соответственно. Общие сборы в США составили $22,1 миллиона. Картина стала самым кассовым слэшером 1989 года, а также вторым фильмом серии, собравшим наименьшее количество денег в прокате. По итогам проката в США по окончании 1989 года фильм стал 43-м самым успешным фильмом, а также 37-м слэшером.

### Критика и признание
На сайте «КиноПоиск» на январь 2022 года рейтинг картины — 6,145 (на основе 14 710 оценок зрителей), а на сайте «Internet Movie Database» — 5,1 (на основе 44 248 зрительских оценок). На сайте «Rotten Tomatoes» у фильма 31 % одобрения и рейтинг 4,12 из 10 на основе 32 обзоров критиков: «Очевидно, что на пятом никудышном фильме серия полностью выдохнулась, увязнув в запутанной мифологии, демонстрируя отсутствие будоражащих средств повествования, запустивших всю франшизу». На агрегаторе «Metacritic» зрительский рейтинга фильма — 5,2, также оценка 54 из 100 на основе 11 отзывов критиков — «от смешанных до средних».
Портал «Bloody Disgusting» включил сцену гибели Греты в список «Самых жутких сцен обеда».

### Общественное мнение
Премьера фильма в Национальном театре Манна в округе Уэствуд в Лос-Анджелесе 12 августа 1989 года сопровождалась митингом представителей «Национальной коалиции против насилия на телевидении» и «Альянса за выживание» — хотя фильм ещё не был доступен широкой публике на тот момент, протестующие сделали предположение об уровне насилия в картине на основе предыдущих частей, а также промоматериалов фильма, в которых «Фредди завладевает разумом нерождённого ребёнка, чтобы навредить его матери». Картина также привлекла внимание несколько общественных групп и активистов в вопросах прав женщин — часть которых заявляла, что «фильм выступает против абортов». Психолог Университета Калифорнии Кэрол Либерман отметила, что картина затронула важную тему — право женщины на аборт, однако исполнительный продюсер Сара Ришер считает, что в фильме никогда не было намеренного социального или политического подтекста.

### Награды
В 1990 году фильм получил номинации на несколько премий:
- Международный фестиваль фантастического кино Fantasporto: приз критики (Стивен Хопкинс) — победа
- Международный фестиваль фантастического кино Fantasporto: приз критики («Лучший фильм года») — номинация
- Золотая малина в номинации «Худшая песня» («Bring Your Daughter to The Slaughter») — победа
- Золотая малина в номинации «Худшая песня» («Let’s Go!») — номинация
- Молодой актёр в номинации «Лучший актёр второго плана» (Уит Хертфорд) — победа

### Выход на видео
На VHS и лазерных дисках в США фильм был издан в 1990 году компанией «Media Home Entertainment» после выхода картины в прокат. На DVD фильмы были изданы в 1999 году в 8-дисковом бокс-сете, который включал диск с бонусными материалами, а также буклет с рассказами о съёмках фильмов. Попутно все фильмы получили аналогичное издание на VHS. В 2008 году поступило двухдисковое издание всех восьми фильмов серии, включая «Фредди против Джейсона». Незадолго до выхода ремейка, 13 апреля 2010 года в продажу поступил набор с восемью фильмами классического сериала, однако на обложке был изображён Фредди Крюгер в исполнении Джека Эрла Хэйли. 27 сентября 2011 вместе с четвёртым фильмом «Повелитель сна» картина была впервые издана на Blu-ray и содержала новые бонусные материалы.
В России и других русскоговорящих регионах СНГ в первой половине 1990-х фильм распространялся на VHS на так называемых «Пиратских» лицензиях с западных лицензионных видео в переводах Андрея Гаврилова («Техинвест») и других. В России фильм на видео-кассетах в 1997 и 1999 годах выпускала студия «Союз» в одноголосом озвучании Василия Горчакова. Премьера фильма на DVD состоялась летом 2008 года, когда компании «Central Partnership» и «Синема Трейд» начали выпуск всего сериала на лицензионных дисках для 5-го региона. Позже было выпущено региональное издание с чёрной обложкой, а также двух-дисковое издание всего сериала. Кроме того, существует 7-дисковое издание сериала под одной обложкой — в коробке также имелся буклет на русском языке с информацией о создании фильмов. На Blu-Ray в России фильм официально не выпускался.

## Отсылки и адаптации

### Связь с франшизой
Это последний фильм серии, в котором появляются призрачные дети, напевающие считалочку (последняя строчка которой была впервые изменена); это также первый сиквел, в титрах которого нет цифры для обозначения порядкового номера фильма в серии. Пятый фильм также единственный в серии, над которым не работала Рейчел Талалэй — она выполняла различные функции, и стала режиссёром в «Фредди мёртв. Последний кошмар»; как бы там ни было, создатели поблагодарили её в титрах, а также в сцене в больнице на одной из дверей появляется табличка с именем врача — «Dr. Talalay».
Элис Джонсон, Ден Джордон и мистер Джордан — персонажи «Повелителя сна», впервые появившиеся в четвёртой части. Персонаж Аманды Крюгер и её история впервые появляются в третьей части — «Воины сна»: там её сыграла возрастная Нэн Мартин — интересно, чтоё имя созвучно со словом «монахиня» (англ. nun). Элис, Ден, Джейкоб и Ивон появляются в серии комиксов «Nightmares On Elm Street» от издательства «Innovation», являющихся продолжением пятого фильма. Элис и Джейкоб предстают возвращаются в Спрингвуд спустя несколько лет после смерти отца Элис. Крюгер вновь пытается добраться до Джейкоба, знакомя его с призраком Дена. Планам Крюгера противостоят старые и новые герои, среди которых — Ивон, ставшая офицером полиции. Элис является одной из героинь комиксов «Freddy vs. Jason vs. Ash: The Nightmares Warriors» от «Wildstorm» — в этом масштабном кросс-овере трёх франшиз собираются многие старые персонажи франшиз «Кошмар на улице Вязов», «Пятница, 13-е» и «Зловещие мертвецы». Подросший Джейкоб — главный герой четвёртой книги «Perchance To Dream» серии «House Of Horror» от «Black Flame», а также рассказа «Dead Highway, Lost Roads» в сборнике «Freddy Krueger’s Seven Sweetest Dreams». Кроме того, в одном из сценариев для шестого фильма, Джейкоб должен был вновь стать главным героем истории после того, как Элис погибала от рук Фредди, спасая сына, а Джейкоб должен был стать тем самым неизвестным Джоном Доу, который и появился в финальной версии фильма.
Одна из глав документального проекта «Never Sleep Again: The Elm Street Legacy» 2010 года посвящена истории создания фильма.

### Игрушки
В 2012 году компания NECA выпустила для конвенции «Comic-Con» эксклюзивную чёрно-белую фигурку Фредди с нарисованным на картоне Марком. В 2014 году компания выпустила фигурку Фредди с удлинёнными рукой и ногой к 25-летию фильма, а также фигурку «Супер-Фредди» (англ. Super Freddy) в одежде, сделанной из материи. В 2018 в той же серии вышел «Фредди-повар» (англ. Chef Freddy). В серии «Cinema Of Fear, Series 3» от компании «Mezco» также выходила фигурка Фредди-повара.

### Другие проекты
Сцена финального противостояния героев и Крюгера вдохновлена фильмом «Лабиринт» (1986). Постер фильма виден в одной из сцен в кинотеатре в первой части новой экранизации романа Стивена Кинга «Оно» 2017 года.